# Бєліков Сергій Григорович
Сергій Григорович Бєліков (нар.. 25 жовтня 1954, Красногорськ, Московська область, Російська РФСР, СРСР) — радянський і російський співак, музикант, композитор. Заслужений артист Росії (1999).
Найбільшу популярність Бєлікову, пік популярності якого припав на кінець 1970-х і 1980-і роки, принесли лірико-романтичні шлягери «Сон-трава (У біди очі зелені)», «Живи, родник», «Снится мне деревня».

## Біографія
Сергій Бєліков народився 1954 року у сім'ї водія великовантажного МАЗу та диспетчера автотранспортної колони. Закінчив музичну школу, музично-педагогічне училище імені Жовтневої революції (народні інструменти), Московський державний університет культури та мистецтв (оркестрове диригування). Грати та співати почав на танцях у Красногорську. Професійну кар'єру розпочав у 1971 році.
У 1970-і — 1980-і роки — музикант популярних у той період ансамблів «Самоцвіти», «Аракс».
У середині 1970-х у складі «Аракса» Бєліков брав участь у резонансних музичних постановках Марка Захарова у театрі «Ленком»: «Тіль», «Автоград XXI», «Зірка та смерть Хоакіна Мур'єти». У цей же час (1976) виходить диск Давида Тухманова «По волне моей памяти», де звучить «Сентиментальная прогулка» — одна з найкращих композицій на альбомі. Молодий вокаліст Бєліков завдяки своєму рідкісному голосу привернув увагу багатьох композиторів. У 1970-х роках ліричний тенор співпрацював з Євгеном Птичкінмм, Олександрою Пахмутовою, Юрієм Антоновим, В'ячеславом Добриніним, Борисом Ємельяновим та Олександром Зацепіним, записував пісні до кінофильмів («31 червня», «Бережіть жінок», «Небезпечні друзі», «Чарівний голос Джельсоміно» та ін.).
У 1980 році у складі «Аракса» брав участь у спільному проєкті з Юрієм Антоновим, який приніс популярні хіти «Золотая лестница», «Мечта сбывается», «Зеркало», «Двадцать лет спустя» тощо. У цей період Бєліков перебував на піку популярності, займаючи наприкінці 1970-х — на початку 1980-х років високі місця у хіт-парадах у номінації «Найкращий співак року», був артистом, до якого був прикутий інтерес слухачів та засобів масової інформації.
З кінця 1980 року знову продовжив кар'єру в ансамблі «Самоцвіти». Цей період відзначений такими вдалими роботами, як «Зеркало и Шут», «Цветы на асфальте». Для ансамблю «Самоцвіти» цей період примітний досить вдалою роботою над зміною звучання, у бік осучаснення, та іміджу колективу. Інтерес до діяльності «Самоцвітів» у цей період помітно зростає.
З 1985 року розпочав сольну кар'єру, яка відзначена новим етапом співпраці з В'ячеславом Добриніним, Борисом Ємельяновим, Леонідом Дербенєвим, та хітами «Снится мне деревня», «Не могу забыть». У 1985 році особливий успіх випав на ліричну пісню «Живи, родник!», яка стає візитною карткою співака.
У 1991 році була створена футбольна збірна естрадних зірок Росії «Старко», ідейними натхненниками якої стали Віктор Резніков, Юрій Давидов, Михайло Муромов та Сергій Бєліков, який став надалі найкращим бомбардиром цієї збірної (у юності Бєліков грав у спортивному клубі «Червоний Жовтень», був чемпіоном і призером першості Москви, починав грати в дублі московського «Локомотива»). Преса надала йому титул «Найкращого футболіста серед співаків та кращого співака серед футболістів». До кінця 1990-х років футбольно-музичний проєкт був дуже популярним і затребуваним (140 міст Росії та 6 країн Європи), і Бєліков основну увагу в цей період приділяє проекту.
На початку 1990-х років співак пережив нелегкий період через невмотивовану відмову централізованих концертних організацій влаштовувати його виступи.
Новий творчий імпульс артист отримав у 1994 році, коли було виконано хіт-сингл «Ночная гостья», який посів четверте місце у підсумковому хіт-параді «Радіо Росії».
Сергій Бєліков — виконавець та учасник створення художнього образу відомих пісень:
- «Сентиментальная прогулка» (1976, «По волне моей памяти»)
- «Сон-трава (У беды глаза зелёные)»
- «Алёшкина любовь»
- «Всё, что в жизни есть у меня»
- «Радуга (На тебя я, как на радугу, смотрю)»
- «Зеркало» (бэки)
- «Не забывай (Мечта сбывается)» (бэки)
- «Золотая лестница» (бэки)
- «Мне с детства снилась высота»
- «Зеркало и шут»
- «Живи, родник»
- «Снится мне деревня» (1987)
- «Добро пожаловать»
- «Ночная гостья»
- «Когда-нибудь (ещё мы вспомним)»
- «Стань звездой»
- «Удивительные кони»
- «Будь за меня спокоен (Лети, лети, лети со мною, моя мечта)»
- «Ноктюрн»

Як виконавець відзначений у низці музичних енциклопедій.
По теперішній час продовжує гастрольну діяльність. Зокрема, 6 лютого 2010 року у зведеному концерті «Легенди СРСР» разом із Галиною Ненашевою та Ксенією Георгіаді виступав у ЦКіОМ Сєвєродвінська. Навесні 2012 року взяв участь у концерті пам'яті Олександра Барикіна у «Крокус-Сіті Холі».

## Особисте життя
У другому десятилітті XXI століття проживає у московському районі Марфіно. Одружений. Є син Григорій, музикант, одружений. Донька Наталія, одружена, з 1996 року проживає в Лондоні, онука Джордан (нар.. 1997).

## Пісні у кіно
- 1977 — Чарівний голос Джельсоміно — Джельсоміно
- 1978 — 31 червня — сер Генрі
- 1979 — Небезпечні друзі
- 1981 — Бережіть жінок — виконання пісні «Радуга»
- 1985 — Мамо, я живий

## Інтерв'ю
- Колпаков Валерий, Соловьёв Сергей, Симонян Георгий. «Сентиментальные прогулки» с Сергеем Беликовым: Интервью с Сергеем Беликовым (ноябрь 2011 — апрель 2012). Вокально-инструментальная эра. Архів оригіналу за 1 січня 2022. Процитовано 21 лютого 2017.

## Участь у документальних фільмах
- Михалёв Алексей. (1 січня 2017). На своей волне: Документальный фильм. Россия-24. Архів оригіналу за 4 лютого 2017. Процитовано 16 січня 2017. (відео)